# Дольтан (Фурнье де Луасонвилль), Жозеф Огюстен
Жозеф Огюстен Фурнье де Луазонвиль д'Ольтанн (фр. Joseph Augustin Fournier de Loysonville d'Aultanne; 1759–1828) — французский военный деятель, дивизионный генерал (1806 год), барон (1808 год), участник революционных и наполеоновских войн. Имя генерала выбито на Триумфальной арке в Париже.

## Биография
Родился в семье маркиза Луи д'Ольтанна (фр. Louis Bruno Marie d'Aultanne; 1722–) и его супруги Марии де Морель (фр. Marie Anne Catherine de Morel; 1723). 6 июня 1776 году в возрасте 15 лет записался кадетом в пехотный полк, переименованный 12 сентября 1776 года в полк Конти. 1 января 1791 года, после Революции, стал 81-м полком линейной пехоты. 10 мая 1792 года Жозеф был произведён в капитаны. Принимал участие в кампаниях 1792-93 годов в рядах Северной, Южной и Мозельской армий, сражался при Вальми, Неервиндене, Арлоне и Кайзерслаутерне.
10 января 1794 года получил звание полковника штаба. 2 июля 1794 года был прикомандирован к штабу Самбро-Маасской армии. Отличился в сражениях 4 июля 1796 года при Зальцберге и 24 августа 1796 года при Амберге.
В 1798 году служил последовательно в Английской и Майнцской армиях. 5 февраля 1799 года повышен до бригадного генерала. 25 марта 1799 года определён в штаб Дунайской армии. 7 апреля 1799 года был назначен начальником штаба 7-й пехотной дивизии Гельветической армии. Сражался 25-26 сентября 1799 года под началом Массена при Цюрихе. 2 мая 1800 года стал командиром кавалерийской бригады 2-й дивизии генерала Монришара Рейнской армии генерала Моро. Отличился в сражении 3 мая 1800 года при Энгене, где преследовал отступающую австрийскую пехоту до Штокаха и взял множество пленных. В качестве начальника штаба центрального корпуса Рейнской армии сражался при Мескирхе, Хёхштадте, Меммингене и Оберхаузене. 3 декабря 1800 года отличился в сражении при Гогенлиндене.
20 ноября 1801 года был назначен командующим 13-го военного округа в Саарлуи. После ареста 15 февраля 1804 года генерала Моро Дольтанн был отстранён от должности и оставался без служебного назначения.
1 февраля 1805 года вернулся к службе и возглавил бригаду в пехотной дивизии Сент-Илера в лагере Сент-Омер. 1 сентября 1805 года занял пост начальника штаба 3-го армейского корпуса маршала Даву Великой Армии. Принимал активное участие в кампаниях 1805-07 годов, сражался при Аустерлице и Ауэрштедте. В сражении 26 декабря 1806 года при Пултуске временно заменил генерала Гюдена во главе 3-й пехотной дивизии.
31 декабря 1806 года произведён Императором в дивизионные генералы. Сражался 8 февраля 1807 года при Эйлау. После подписания 9 июля 1807 года Тильзитского мира назначен губернатором Варшавы.
9 сентября 1808 года покинул маршала Даву и прибыл в Байонну. 12 сентября 1808 года был назначен начальником штаба Армии Испании. Участвовал в боевых действиях на Пиренейском полуострове. 23 ноября 1808 года стал начальником штаба 7-го армейского корпуса генерала Сен-Сира. 20 сентября 1811 года получил должность начальника штаба Центральной армии маршала Виктора. 16 марта 1812 года стал заместителем начальника штаба Центральной армии. С 3 мая 1812 года исполнял функции коменданта Толедо. 16 июля 1813 года маршал Сульт сделал Дольтанна начальником штаба Пиренейской армии. Сражался 11 января 1814 года при Сент-Этьене де Баигорри. Отличился в сражении 10 апреля 1814 года при Тулузе.
При первой Реставрации исполнял обязанности одного из генеральных инспекторов армии. Во время «Ста дней» остался верен Бурбонам и 8 апреля 1815 года от имени герцога Ангулемского подписал с генералом Жилли Ла-Палюдскую конвенцию о роспуске королевской армии. 10 апреля был вызван в Париж, откуда по приказу военного министра Даву сослан в Сен-Марселен под наблюдение полиции. После второй Реставрации возглавил сперва 7-й военный округ, а 16 июля 1815 года – 2-й военный округ. 18 октября 1815 года вышел в отставку.
Умер в родном Вальреасе 7 января 1828 года в возрасте 68 лет.

## Воинские звания
- Кадет (6 июня 1776 года);
- Младший лейтенант (7 августа 1778 года);
- Лейтенант (17 мая 1783 года);
- Капитан (10 мая 1792 года);
- Полковник штаба (10 января 1794 года);
- Бригадный генерал (5 февраля 1799 года);
- Дивизионный генерал (31 декабря 1806 года).

## Титулы

Герб барона

- Барон Фурнье и Империи (фр. baron Fournier et de l'Empire; декрет от 19 марта 1808 года, патент подтверждён 2 июля 1808 года в Байонне)[2][3].

## Награды
Легионер ордена Почётного легиона (11 декабря 1803 года)
 Коммандан ордена Почётного легиона (14 июня 1804 года)
 Командор баденского ордена Военных заслуг Карла Фридриха (ноябрь 1812 года)
 Кавалер военного ордена Святого Людовика (13 августа 1814 года)
 Великий офицер ордена Почётного легиона (4 апреля 1815 года)
 Командор военного ордена Святого Людовика (август 1819 года)